# Plekszy-Gladz
Plekszy-Gladz es un personaje ficticio creado por Hergé en su serie de historietas Las aventuras de Tintín. Se trata del dictador del país ficticio Borduria, de régimen bigotista, siendo el líder de este partido único. Aunque nunca aparece como personaje en la serie, su nombre es mencionado y es representado en estatuas y retratos en El asunto Tornasol y Tintín y los Pícaros. Su pueblo alude frecuentemente a él, con expresiones como "¡Por los bigotes de Plekszy-Gladz!" o "Amaïh Plekszy-Gladz" (que significa "Hail Plekszy-Gladz", similar al "¡Hail Hitler!" del régimen nazi). Tiene una plaza con su nombre en la capital del país, la ciudad de Szohôd, cuyo nombre lleva el acento circunflejo estilizado con forma de bigote en el idioma bordurio, característico de Plekszy-Gladz.
Muchos comentaristas le encuentran un parecido físico con el dictador Iósif Stalin, pero en ningún álbum se hace alusión a cualquier idea política, marxista o fascista[cita requerida] (el nombre de sus partisanos, los "bigotistas", "moustachistes" en francés, evoca al de los Ustachas croatas). Su nombre también es un juego de palabras con "plexiglas". Su nombre en las traducciones en inglés, Kurvi-Tasch, hace referencia directamente a la forma curvada de su bigote.
- Datos: Q3751261